# 洛卡泰瓦雷西诺
洛卡泰瓦雷西诺（義大利語：Locate Varesino），是意大利科莫省的一个市镇。总面积5平方公里，人口4199人，人口密度839.8人/平方公里（2009年）。ISTAT代码为013131。